# Paul Guers
Paul Guers (* 19. Dezember 1927 in Tours als Paul Jacques Dutron; † zwischen 16. und 19. November 2016 in Montsoreau, Maine-et-Loire.) war ein französischer Schauspieler.

## Leben
Guers studierte am Conservatoire national supérieur d’art dramatique in Paris. Seine bekanntesten Rollen spielte er 1962 unter der Regie von Jacques Demy in Die blonde Sünderin neben Jeanne Moreau sowie 1963 als Hauptdarsteller in der zweiteiligen Koproduktion Kali-Yug neben Lex Barker, Senta Berger und Klaus Kinski.
In den ersten drei Staffeln von Allein gegen die Mafia spielte er den kriminellen Professore Laudeo, den Chef einer mächtigen Geheimloge. Er erlag zwischen dem 16. und 19. November 2016 einem Krebsleiden. Seine Leiche wurde am 28. November zusammen mit der seiner Frau Marie-Joseph (* 1950) gefunden, die am 27. November ebenfalls verstarb.

## Filmografie (Auswahl)
- 1957: Zwei Städte (A Tale of Two Cities)
- 1958: Marie-Octobre
- 1959: Die schöne Lügnerin (La Belle et l’empereur)
- 1960: Affäre Nabob (Au voleur!)
- 1960: Die Katze lässt das Mausen nicht (L’eau à la bouche)
- 1960: Verflucht sei der Tag (Une gueule comme la mienne)
- 1961: Begierde am Meer (Mourir d’amour)
- 1962: Die blonde Sünderin (La Baie des Anges)
- 1963: Kali Yug: Die Göttin der Rache (Kali Yug, la dea della vendetta)
- 1963: Kali Yug, 2. Teil: Aufruhr in Indien (Il mistero del tempio indiano)
- 1963: Wiedersehen für eine Nacht (La rimpatriata)
- 1984: Geschichte eines Lächelns (Notre histoire)
- 1984–1987 Allein gegen die Mafia (La piovra)
- 1989: Das große Geheimnis
- 1994: Das Parfum von Yvonne (Le parfum d’Yvonne)
- 1995: Confession secrète
- 1997–1999: Maître Da Costa
- 1998: Joséphine, ange gardien